# Дискография группы «Гражданская оборона»
Дискография российской рок-группы «Гражданская оборона»

## Официальные студийные альбомы
| №  | Год  | Название                    | Комментарий |
| -- | ---- | --------------------------- | --- |
| 1  | 1985 | Поганая молодёжь            | Записан в разных условиях с марта 1985 по май 1989 г. Материал группы «Посев» ноября 1984 — ранней весны 1985 года |
| 2  | 1985 | Оптимизм                    | Записан в разных условиях с марта 1985 по май 1989 г. Материал весны — осени 1985 года |
| *  | 1985 | Psychedelia Today           | Двойной альбом совместно записанный с Александром Рожковым летом 1985-го. Издан лейблом «Выргород» в 2017 году. |
| *  | 1986 | Игра в бисер перед свиньями | Акустический вариант «Красного альбома». Включены как бонус-треки в переиздания альбомов «Хорошо!!» и «Красного альбома» в 2006 году |
| 3  | 1987 | Мышеловка                   | Первый альбом серии 1987 года. Материал 1986 года и переработка некоторых композиций группы «Посев» |
| 4  | 1987 | Хорошо!!                    | Второй альбом серии 1987 года. Материал осени 1986 — начало 1987 |
| 5  | 1987 | Тоталитаризм                | Третий альбом серии 1987 года. Объединяет материал с осени 1986 года по начало 1987. Часть вещей вышла в альбоме «Хорошо!!» и «Некрофилия». Из переиздания изъята песня «Эй, брат любер» |
| 6  | 1987 | Некрофилия                  | Четвёртый альбом серии 1987 года. В альбом вошёл самый свежий на тот момент материал (весна—июнь 1987). Добавлено несколько песен с альбома «Тоталитаризм» |
| 7  | 1987 | Красный альбом              | Пятый из серии 1987 года. Переделанные и доработанные песни 1983—1985 гг. и материал 1986 года |
| 8  | 1988 | Всё идёт по плану           | Первый из серии альбомов 1988 года. Материал сочинённый во время поездок по стране с Янкой |
| 9  | 1988 | Так закалялась сталь        | Второй из серии 1988 года. В альбом вошла песня, написанная в соавторстве с Янкой — «В каждом доме» |
| 10 | 1988 | Боевой стимул               | Третий из серии 1988 года, включены ранее изданные на других альбомах песни |
| 11 | 1989 | Тошнота                     | Перепеты песни из альбомов 1988 года. Также записаны новые соло-партии гитары |
| 12 | 1989 | Песни радости и счастья     | Запись на точке «Аукцыона» тогдашней концертной программы группы. В неё так же включены несколько треков придуманных на репетициях там же |
| 13 | 1989 | Война                       | В альбом включены различные дубли и прочий материал с альбомов 1989 года. |
| 14 | 1989 | Здорово и вечно             | Ударные и «черновая» гитара писались на точке «Аукцыона». Остальное в Омске в квартире Егора Летова |
| 15 | 1989 | Армагеддон-Попс             | Ударные и «черновая» гитара писались на точке «Аукцыона». Остальное в Омске в квартире Егора Летова |
| 16 | 1989 | Русское поле экспериментов  | Завершающий альбом серии, включает ранее изданные песни альбомов 1987 года |
| 17 | 1990 | Инструкция по выживанию     | Все песни группы «Инструкция по выживанию». После выхода альбома Егор Летов заявляет о роспуске «Гражданской обороны» |
| 18 | 1997 | Солнцеворот                 | Первый после возрождения группы в 1993 году. Посвящён «всем воевавшим и воюющим за славное дело Отечества» |
| 19 | 1997 | Невыносимая лёгкость бытия  | Записан одновременно с альбомом «Солнцеворот» |
| 20 | 2002 | Звездопад                   | Альбом советских песен |
| 21 | 2004 | Долгая счастливая жизнь     | Цикл песен, написанный после пребывания Летова в реанимации. Заявлен как первая часть дилогии «Долгая счастливая жизнь/Реанимация» |
| 22 | 2005 | Реанимация                  | Вторая часть дилогии «Долгая счастливая жизнь/Реанимация» |
| 23 | 2005 | Посев                       | Песни группы "Посев", пересведённые и реставрированные Ранее не издавалось Продюсер: Егор Летов Записано в ГрОб-студии 6.09.1989, кроме: 2, 22: 7.09.89; 4, 10: июль 85; 7: январь 85; 12, 21: ноябрь 85; 14, 17: 3.05.89; 19: 11.10.89; 20: 24.08.85, 12.10.89 Пересведение и реставрация 6-10.03.2005, ГрОб-студия, Егор Летов и Наталья Чумакова. Мастеринг: Наталья Чумакова |
| *  | 2005 | Лунный переворот            | Пересведённый и переосмысленный альбом «Солнцеворот». Добавлены три неиздававшиеся ранее песни |
| *  | 2005 | Сносная тяжесть небытия     | Пересведённый и переосмысленный альбом «Невыносимая лёгкость бытия» |
| 24 | 2007 | Зачем снятся сны?           | Последний прижизненный альбом Егора Летова |

## Сборники
| Год  | Название                                               | Комментарий                                                                                              |
| ---- | ------------------------------------------------------ | --- |
| 1989 | История: Посев 1982-89                                 | Частично реставрированный и частично сыгранный заново материал группы «Посев».                           |
| 1989 | Красный марш — Раритеты 1987-89                        | Сборник концертных версий и студийного брака. Много вещей исполняемых не Егором Летовым.                 |
| 1990 | Попс: 1984-90                                          | Сборник вещей с альбомов 1987-года. В некоторых случаях были использованы неизданные ранее версии песен. |
| 1990 | Хуй через плечо: Уникальные редкости и красоты 1987-90 | Сборник неальбомных дублей, концертных и прочих раритетных записей.                                      |
| 2002 | Поезд ушёл                                             | Сборник альтернативных версий и дублей с материалов альбомов 1989 года.                                  |
| 2003 | Егор Летов, ГО, Лучшее                                 | сборник концертных треков с выступлений в петербургском клубе «Полигон».                                 |

## Неофициальные альбомы и бутлеги
Список составлен на основе материалов с официального сайта группы.
| Год  | Название                                   | Комментарий |  |
| ---- | ------------------------------------------ | --- |  |
| 1984 | Панк и рок-н-ролл                          | Бутлег, состоящий из домашних записей в период с ноября 1984 года по март 1985 года. Включены записи группы «Западъ»                                           |  |
| 1985 | Душевные песни (История Омского Панка # 1) | Сборник ранних записей домашних записей групп «Посев» и «Западъ»                                                                                               |  |
| 1985 | Кто ищет смысл (История Омского Панка # 2) | Сборник ранних записей в составе Егор Летов, Кузя УО, Босс. |  |
| 1985 | Поносные звучания                          | Материал альбомов «Поганая молодёжь» и «Оптимизм». |  |
| 1985 | Гражданская Оборона                        | Попытка записи в студии ДК «Звёздный» в Омске. |  |
| 1986 | Песни в пустоту                            | Акустический квартирник. Оригинал был уничтожен Летовым, однако в дальнейшем имел частичное распространение. В 2018 году выпущен издательством Выргород на 2CD |  |

## Концертные записи
| Год  | Название                                                             | Комментарий |
| ---- | -------------------------------------------------------------------- | --- |
| 1987 | I новосибирский рок-фестиваль (12.04.1987)                           | Новосибирск, ДК им. Чкалова. В 2016 году выпушен издательством Bull Terrier Records на CD вместе с альбомом «Лечебница» |
| 1987 | II новосибирский рок-фестиваль (14.04.1988)                          | Новосибирск, ДК им. Чкалова. В 2001 г. этот концерт опубликован на CD «Свет и стулья» (неполностью, без треков "Punk's not dead!" и "Человек человеку - волк), лейбл «UR-Realist» [URCD013]. В 2021 году выпущен на виниле издательством Bull Terrier Records [BTR-LP 02] |
| 1988 | Анархия в НГУ (02.05.1988)                                           | Выступление на фестивале «Интернеделя 88», Новосибирский Академгородок, холл НГУ. В 2022 году выпущен на виниле издательством Bull Terrier Records [BTR-LP 03] |
| 1988 | Выступление на фестивале «СыРок» (Москва, 04.12.1988)                | Москва, Киноконцертный зал гостиничного комплекса «Измайлово» |
| 1989 | Фестиваль «Рок против сталинизма» (Харьков, 26.02.1989)              | Харьков, ДК ХЭМЗ |
| 1989 | Концерт на VII Фестивале Ленинградского рок-клуба (08.06.1989)       | Ленинград, Зимний стадион |
| 1989 | «Свет и стулья» (01.10.1989)                                         | Москва, акция «Next stop rock’n’roll». В 2001 г. выпущен на CD «Свет и стулья», лейбл «UR-Realist» [URCD013]. Также этот концерт в 2007 г. вошёл бонусом к альбому «Тошнота», изданном на лейбле «Мистерия Звука» [MZ 257-2].                                             |
| 1989 | Гражданская оборона и Янка Дягилева — Ленинград                      | |
| 1990 | Концерт в МЭИ 17.02.1990 (Янка и ГО)                                 | В 1999 г. выпущен CD на Manchester Files [CDMan 035-99] |
| 1990 | Последний концерт в Таллине (13.04.1990)                             | Таллин, Linnahall. В 1999 г. выпущен CD на Manchester Files [CDMan 033-99] |
| 1990 | Концерт в Иркутске                                                   | В 2020 году издан в двух вариантах, 1CD и на 3CD издательством «Выргород» под названием Мёртвый Сезон |
| 1994 | «Русский прорыв в Тюмени» (12.02.1994)                               | Тюмень, ДК «Нефтяник» |
| 1994 | Концерт в Тюмени, ДК «Строймаш» (14.02.1994)                         | Тюмень, ДК «Строймаш» |
| 1997 | Ленинград, клуб «Полигон» (24.05.1997)                               | Санкт-Петербург, Лиговский проспект, 153 |
| 1994 | Русский прорыв в Ленинграде (03.06.1994)                             | Санкт-Петербург, Ленинградский Дворец Молодежи. В 1999 г. выпущен CD на Manchester Files [CDMan 034-99] |
| 1994 | Гражданская оборона в Норильске (25.11.1994)                         | Норильск, ККК «АРТ» |
| 1994 | Гражданская оборона и Родина — «10 лет ГО» (08.12.1994 и 09.12.1994) | Два концерта в Москве, в ДК Академии бронетанковых войск |
| 1994 | «Русский прорыв в Новосибирске» (11.12.1994)                         | Новосибирск, ДК им. Чкалова |
| 1994 | Концерт в общежитии № 5 НГУ (14.12.1994)                             | Новосибирский Академгородок, Общежитие № 5 НГУ |
| 1997 | Концерт в Москве (04.07.1997)                                        | Москва, ДС «Крылья Советов». В 1999 г. выпущен CD «Концерт» на MOROZ Records [MR99282 CD] |
| 1999 | Новосибирск, кинотеатр «Аврора»                                      | |
| 1999 | Ижевск                                                               | |
| 2000 | Курган                                                               | |
| 2000 | Москва, кинотеатр «Марс»                                             | |
| 2002 | Свобода (Концерт в к/т «Улан-Батор», 26.04.2002)                     | В 2002 г. концерт издан на CD, лейбл «ХОР» [HCD-075]. Бонус-треки: три песни с концерта в кинотеатре «Улан-Батор» 21.05.2001 |
| 2002 | Москва, клуб «Точка»                                                 | |
| 2003 | Лубянская площадь, «Рок против диктатуры»                            | |
| 2004 | Концерт в клубе «Плацента» (07.11.2004)                              | Тверь, клуб «Плацента» |
| 2004 | Концерт в ККК «Синема АРТ Холл» (28.11.2004)                         | Норильск, ККК «Синема АРТ Холл» |
| 2004 | Концерт в ДК МАЗ (30.11.2004)                                        | Минск, ДК МАЗ |
| 2005 | Ленинград, ДС Юбилейный «Поэты Русского Рока»                        | |
| 2005 | Ленинград, ЛДМ                                                       | |
| 2005 | США, Сан Франциско, Last Day Saloon                                  | В 2023 году выпущен на виниле издательством Bull Terrier Records [BTR-LP 04] |
| 2005 | Москва, ДКГ                                                          | |
| 2006 | XX лет. Концерт в ДК Горбунова (13.11.2004)                          | В 2006 г. выпущен CD на лейбле «Выргород» [ВЫРГОРОД 042]. В концерте на сцену с группой выходили участники и соратники ГО разных лет: Игорь «Джефф» Жевтун, Константин «Кузя Уо» Рябинов, Вадим «Чёрный Лукич» Кузьмин, Евгений «Джексон» Кокорин, трубач Фёдор Савик     |
| 2007 | Концерт в клубе «Рокс» (12.05.2007)                                  | Санкт-Петербург, клуб «Рокс» |
| 2007 | Выступление в клубе «Рок-Сити» (17.05.2004)                          | Новосибирск, клуб «Рок-Сити». В 2007 г. выпущен CD на «Мистерия Звука» [MZ 265-9]. Бонус-треки: пять песен с выступления в ДС «Лужники», Москва, 27.05.2005. |
| 2007 | «Зачем снятся сны». Концерт в клубе «Б1» (26.05.2007)                | Москва, клуб «Б1». В 2007 г. этот большой концерт + интервью выпущены на DVD, лейбл «2+2=5» (Фирма грамзаписи «Никитин») |
| 2010 | Апельсин. Электричество (19.10.2006)                                 | Москва, клуб «Апельсин». 15.06.2010 выпущен двойной CD на лейбле «Выргород» [ВЫРГОРОД 060]. Диск издан после смерти Летова |